# Święty Kolman z Cloyne
Koloman (Kolman, Kolumban) z Cloyne (ur. w VI wieku w Irlandii, zm. ok. 600 roku) – święty Kościoła katolickiego, o którym posiadamy niewiele informacji. Miał być początkowo pogańskim bardem. Ochrzcił go święty Brendan, później szerzył wiarę w okolicach miast Limerick i Cork, a także założył stolicę biskupią w Cloyne (okolice dzisiejszego Cork, południowe wybrzeże kraju). Zmarł ok. 600 roku. Jako świętego biskupa czciła go cała Irlandia, a staroirlandzkie martyrologium Oengusa (powstałe około roku 800) wspomina go pod dniem 24 listopada.